# Christina Lazaridi
Christina Lazaridi (geboren 1970 in Thessaloniki, Griechenland) ist eine griechisch-amerikanische Drehbuchautorin und Universitätsdozentin. Ihr gemeinsam mit Joan Stein geschaffener Kurzfilm One Day Crossing wurde bei der Oscarverleihung 2001 in der Kategorie Bester Kurzfilm (Live Action) nominiert.

## Leben
Lazaridi ist in Griechenland geboren worden und wuchs dort auch auf. Ihre Mutter, Ioanna Manoledaki, arbeitete als Szenen- und Kostümbildnerin für Theater und Oper. Lazaridis Bruder, George-Emmanuel  Lazaridis, ist Komponist. Sie studierte Vergleichende Literaturwissenschaft und Kreatives Schreiben an der Princeton-Universität. Zu ihren Dozenten zählten Paul Muldoon und James Richardson. Sie machte 1992 ihren Bachelor. Im Jahr darauf begann sie Screenwriting an der Columbia-Universität zu studieren. 1998 machte sie dort ihren MFA.
Gemeinsam mit Joan Stein schrieb sie das Drehbuch für One Day Crossing, einen Kurzfilm über ein das Schicksal einer Jüdin in Ungarn zur Zeit des Zweiten Weltkriegs.
Mittlerweile unterrichtet sie an verschiedenen Universitäten, u. a. Screenwriting am Mediterranean Film Institute in Athen und Kreatives Schreiben an der Princeton-Universität. Sie hat auch Bücher zu den von ihr unterrichteten Themen verfasst. 2010 war sie Mitgründer von Cine qua non lab in Mexiko, einer Organisation, die unabhängige Filmschaffende unterstützen will.
Sie ist verheiratet und hat eine Tochter.

## Filmografie (Auswahl)
- 1997: Assignment: Rescue (Dokumentarkurzfilm)
- 2001: One Day Crossing (Kurzfilm)
- 2011: Varian & Putzi: A 20th Century Tale (Dokumentarfilm)
- 2011: Coming Up Roses